# Yuki Ishida
Yuki Ishida (石田 祐樹 Ishida Yūki?, nacido el 4 de noviembre de 1980 en Sapporo, Hokkaido) es un exfutbolista y actual entrenador japonés. Jugaba de delantero y su último club fue el Fujieda MYFC de Japón.

## Trayectoria

### Clubes
| Club                | País  | Año         |
| ------------------- | ----- | ----------- |
| Shonan Bellmare     | Japón | 2003 - 2005 |
| Tokushima Vortis    | Japón | 2005 - 2009 |
| Matsumoto Yamaga FC | Japón | 2010        |
| Fujieda MYFC        | Japón | 2011 - 2012 |